# Vitnyéd, Győr-Moson-Sopron
Vitnyéd  este un sat în districtul Kapuvár, județul Győr-Moson-Sopron, Ungaria, având o populație de 1.333 de locuitori (2011). 

## Demografie
Componența etnică a satului Vitnyéd
     Maghiari (98,99%)
     Alții (1,01%)
Componența confesională a satului Vitnyéd
     Reformați (3%)
     Fără religie (2,25%)
     Luterani (1,05%)
     Necunoscută (93,47%)
     Atei (0,23%)
     Alte religii (0,3%)
Conform recensământului din 2011, satul Vitnyéd avea 1.333 de locuitori. Din punct de vedere etnic, majoritatea locuitorilor (98,99%) erau maghiari. Nu există o religie majoritară, locuitorii fiind reformați (3,0%), persoane fără religie (2,25%) și luterani (1,05%). Pentru 93,47% din locuitori nu este cunoscută apartenența confesională.